# Goodyera macrophylla
Goodyera macrophylla — вид рослин з родини орхідні (Orchidaceae), ендемік Мадейри.

## Опис
Цвітіння цього виду дуже спорадичне, надзвичайно рідке і, очевидно, може не відбуватися протягом 10–15 років. Період цвітіння: серпень — жовтень.
Це наземна орхідея, з вертикальним стеблом, висотою до 60–70 см, яка має розетку 6–9 базальних листків, ланцетних, довжиною до 15 см, а також численних маленьких стеблових листків, завдовжки не більше 2.5 см. Суцвіття довжиною ≈20 см, складається з ≈60 дрібних квіток. Квіти без аромату. Чашолистки бічні, довжиною 8–9 мм. Спинні Чашолистки з'єднані з пелюстками. Пелюстки білі.

## Поширення
Ендемік архіпелагу Мадейра (о. Мадейра).
Потребує певного середовища проживання: скелі та яри, а також плоскі ділянки  в вічнозелених лісах у зоні хмарного лісу. Віддає перевагу від вологих до мокрих, кислим, середньо затіненим ґрунтам.

## Загрози та охорона
Основними загрозами для цього виду є затоптування, колапс місцевості, зсуви та вторгнення видів. Також може впливати туризм та колекція рослин.
Goodyera macrophylla перелічено в Додатку II Директиви про біографію та в додатку I до Конвенції про охорону європейської дикої природи та природних середовищ існування (Бернська конвенція). Усі орхідеї включені в додаток В до Конвенції про міжнародну торгівлю видами дикої фауни та флори, що перебувають під загрозою зникнення (СІТЕС). Ареал цього виду повністю включений до Природного парку Мадейри.